# Trường phái kinh tế học Chicago
Trường phái kinh tế học Chicago (tiếng Anh: Chicago School of economics) là một trường phái tư tưởng kinh tế học tân cổ điển gắn liền với công việc của giảng viên tại Đại học Chicago, một số người trong số họ đã xây dựng và phổ biến các nguyên lý đó.
Trong bối cảnh kinh tế vĩ mô, nó được liên kết tới các trường phái nước ngọt của kinh tế vĩ mô, trái ngược với các trường phái nước mặn có trụ sở tại các trường đại học ven biển (đặc biệt là Harvard, MIT, và Berkeley). Lý thuyết kinh tế vĩ mô Chicago chối bỏ chủ nghĩa Keynes ủng hộ trường phái trọng tiền cho đến giữa những năm 1970, khi chuyển sang kinh tế vĩ mô cổ điển mới chủ yếu dựa vào các khái niệm về những kỳ vọng hợp lý. Sự phân biệt nước ngọt, nước mặn hiện nay phần lớn đã lỗi thời, khi hai trường phái truyền thống này có rất nhiều ý tưởng kết hợp với nhau. Cụ thể, kinh tế học Keynes mới đã được phát triển như là một phản ứng với kinh tế cổ điển mới, lựa chọn phối hợp sâu sắc của những kỳ vọng hợp lý mà không đưa lên trọng tâm Keynes truyền thống về cạnh tranh không hoàn hảo và lương tăng chậm.
Cac nhà kinh tế học Chicago cũng đã tạo ảnh hưởng trí thức của mình trong các lĩnh vực khác, đặc biệt là tiên phong trong lý thuyết lựa chọn công và luật và kinh tế học, đã dẫn đến những thay đổi mang tính cách mạng trong việc nghiên cứu khoa học chính trị và pháp luật. Các nhà kinh tế học khác liên kết với đại học Chicago đã thực hiện tác động của chúng trong các lĩnh vực khác nhau như kinh tế xã hội và lịch sử kinh tế. Vì vậy, không có sự phân định rõ ràng nào của trường phái kinh tế học Chicago, một thuật ngữ được sử dụng nhiều hơn trong các phương tiện truyền thông đại chúng hơn là trong giới học thuật.  Tuy nhiên, Kaufman (2010) cho rằng trường phái có thể được thường đặc trưng bởi:
Một cam kết sâu sắc đối với học bổng nghiêm ngặt và tranh luận mang tính học thuật mở, một niềm tin kiên quyết về sự hữu ích và hiểu biết sâu sắc về lý thuyết giá cả của tân cổ điển, và một quan điểm chuẩn tắc có ủng hộ và thúc đẩy tự do kinh tế và thị trường tự do.

Khoa Kinh tế Đại học Chicago, được xem là một khoa kinh tế lỗi lạc nhất trên thế giới, cũng đã nhận được nhiều giải Nobel về kinh tế hơn bất kỳ trường đại học nào khác và người đoạt giải là John Bates Clark.

## Thuật ngữ
Thuật ngữ này được đặt ra trong những năm 1950 để chỉ các nhà kinh tế giảng dạy tại Khoa kinh tế tại trường Đại học Chicago, và liên quan chặt chẽ đến lĩnh vực học thuật khác tại các trường đại học như Trường phái Thương mại Booth và Trường phái Luật. Họ thường xuyên gặp nhau trong các cuộc thảo luận căng thẳng đã giúp thiết lập một quan điểm nhóm về các vấn đề kinh tế, dựa trên lý thuyết giá cả. Những năm 1950 chứng kiến đỉnh cao sự nổi tiếng của trường phái kinh tế học Keynes, nên các thành viên của Đại học Chicago bị coi như bên ngoài trào lưu chủ đạo. Bên cạnh những gì được phổ biến gọi là "trương phái Chicago", đó cũng là một trường phái kinh tế "Chicago cổ", bao gồm các nhà kinh tế học của một thế hệ trước đó như Frank Knight, Henry Simons, Paul Douglas và những người khác. Tuy nhiên, các học giả có ảnh hưởng quan trọng tới tư tưởng của Milton Friedman và George Stigler, đáng chú ý nhất trong sự phát triển của kinh tế học về lý thuyết giá cả và chi phí giao dịch. Tuy nhiên, mối quan hệ của họ với kinh tế vĩ mô hiện đại (làn sóng thứ ba của Chicago kinh tế), dẫn dắt bởi Robert Lucas, Jr và Eugene Fama, là mờ nhạt hơn.

## Các học giả

### Gary Becker
Gary Becker (1930-2014) là một người đoạt giải Nobel từ năm 1992 và được biết đến với thành tựu áp dụng tư duy kinh tế để các lĩnh vực khác, chẳng hạn như tội phạm, quan hệ tình dục, nô lệ và ma túy, giả định rằng con người có hành động hợp lý. Tác phẩm của ông đã được tập trung vào kinh tế học lao động. Tác phẩm của ông một phần lấy cảm hứng từ cuốn sách kinh tế nổi tiếng Freakonomics.

### Ronald Coase
Bài chi tiết: Ronald Coase và Luật và Kinh tế
Ronald Coase (1910-2013) là nhà phân tích pháp luật kinh tế nổi bật nhất và năm 1991 đoạt giải Nobel. Điều quan trọng đầu tiên của ông, "Bản chất Công ty" (1937), lập luận rằng lý do cho sự tồn tại của các công ty (công ty, quan hệ đối tác,.v.v) là sự tồn tại của chi phí giao dịch. Cá nhân có lý trí kinh doanh thông qua hợp đồng song phương của thị trường mở, cho đến khi các chi phí bình quân giao dịch được sử dụng giữa các công ty để tạo ra hàng hóa điều là chi phí hiệu quả.
Điều quan trọng thứ hai của ông, 'Vấn đề Chi phí xã hội' (1960), cho rằng nếu chúng ta sống trong một thế giới không có chi phí giao dịch, mọi người sẽ thương lượng với nhau để tạo ra sự phân bổ nguồn lực giống nhau, không quan tâm tới biện pháp mà tòa án có thể loại trừ trong các tranh chấp tài sản. Coase sử dụng các ví dụ về một trường hợp quy phạm pháp luật London 1879 về phiền toái có tên Sturges v Bridgman, trong đó một hãng làm kẹo ồn ào và một bác sĩ trầm lặng là hàng xóm; bác sĩ đã đi đến tòa án tìm kiếm một lệnh chống lại tiếng ồn tạo ra bởi hãng làm kẹo. Coase cho rằng, bất kể thẩm phán phán quyết rằng hãng làm kẹo phải ngừng sử dụng máy móc thiết bị của mình, hoặc là bác sĩ sẽ phải chịu đựng tiếng ồn hay không, họ có thể thỏa thuận đôi bên cùng có lợi đưa đến kết quả sự phân bổ nguồn lực giống nhau. Chỉ có sự tồn tại của chi phí giao dịch có thể ngăn chặn điều này.
Vì vậy, pháp luật phải ngăn ngừa trước những gì sẽ xảy ra, và được hướng dẫn bởi các giải pháp hiệu quả nhất. Ý tưởng là pháp luật và quy định không phải là quan trọng và hiệu quả trong việc giúp đỡ người dân như các luật sư và các nhà hoạch định chính phủ tin tưởng. Coase và những nhà kinh tế học khác muốn thay đổi cách tiếp cận, đặt nghĩa vụ chứng minh cho các ảnh hưởng tích cực đối với một chính phủ đã can thiệp vào thị trường, bằng cách phân tích các chi phí hoạt động.

### Eugene Fama
Bài viết: Eugene Fama và giả thuyết thị trường hiệu quả
Eugene Fama (sinh năm 1939) là một nhà kinh tế người Mỹ đoạt giải Nobel Kinh tế năm 2013 với Lars Peter Hansen và Robert Shiller cho công trình về định giá tài sản. Ông đã trải qua tất cả các công việc giảng dạy tại Đại học Chicago và cũng được biết đến như là cha đẻ của giả thuyết thị trường hiệu quả. Bắt đầu 1965 với luận án tiến sĩ, "Cách ứng xử giá cả thị trường chứng khoán", Fama kết luận rằng giá cổ phiếu là không thể đoán trước và theo một mô hình biến động bước ngẫu nhiên. Ông củng cố ý tưởng này trong bài viết năm 1970, "thị trường vốn hiệu quả: lý thuyết thẩm tra và công trình thực nghiệm", mang ý tưởng về thị trường hiệu quả vào vị trí hàng đầu của lý thuyết kinh tế hiện đại.

### Robert Fogel
Bài viết: Robert Fogel
Robert Fogel (1926-2013), một đồng giải Nobel vào năm 1993, nổi tiếng với những phân tích lịch sử và giới thiệu về lịch sử kinh tế mới của ông, và phát minh ra cliometrics, một hệ thống ký hiệu cho dữ liệu định lượng. Trong tiểu luận của mình, đường sắt và sự tăng trưởng kinh tế Mỹ: các bài tiểu luận Lịch sử kinh toán học, Fogel trình bày để bác bỏ hoàn toàn ý tưởng rằng đường sắt góp phần tăng trưởng kinh tế Mỹ trong thế kỷ 19. Sau đó, trong bài viết Thời gian trên Thánh Giá: Kinh tế nô lệ da đen Mỹ, ông cho rằng nô lệ ở các bang miền Nam của Mỹ đã có một tiêu chuẩn sống cao hơn so với giai cấp vô sản công nghiệp của bang miền Bắc trước khi cuộc nội chiến Mỹ. Fogel tin rằng chế độ nô lệ là sai trái về mặt đạo đức,  nhưng cho rằng đó không nhất thiết phải kém hiệu quả hơn so với lương lao động.

### Milton Friedman
Bài viết: Milton Friedman và Monetarism
Milton Friedman (1912-2006) đứng trong một những nhà kinh tế có ảnh hưởng nhất những năm cuối thế kỷ XX. Là một sinh viên của Frank Knight, ông đoạt giải Nobel Kinh tế năm 1976 cho, trong đó có tác phẩm, Lịch sử tiền tệ của Hoa Kỳ (1963). Friedman cho rằng cuộc Đại suy thoái đã được gây ra bởi các chính sách của Cục dự trữ liên bang thông qua năm 1920, và trở nên tồi tệ trong những năm 1930. Friedman cho rằng chính sách của chính phủ tự do kinh doanh nhiều hơn so với mong muốn chính phủ can thiệp vào nền kinh tế.
Một trong những sai lầm lớn là đánh giá các chính sách và chương trình theo mục đích của họ chứ không phải là kết quả của họ
-Milton Friedman Phỏng vấn Richard Heffner trên The Open Mind (07 Tháng 12 năm 1975)

Chính phủ cần đặt mục tiêu cho chính sách tiền tệ trung tính hướng tới tăng trưởng kinh tế dài hạn, bằng cách từng bước mở rộng cung tiền. Ông ủng hộ lý thuyết số lượng tiền, mà giá tổng thể được xác định bằng tiền. Do đó chính sách hoạt động tiền tệ (ví dụ như tín dụng dễ dàng) hoặc tài chính (ví dụ như thuế và chi tiêu) có thể có tác động tiêu cực ngoài ý muốn. Trong chủ nghĩa tư bản và Tự do (1967) Friedman đã viết:
Có khả năng có độ trễ giữa sự cần thiết hành động và sự cần thiết nhận thức chính phủ; sự chậm trễ hơn nữa giữa nhận thức sự cần thiết phải hành động và đạt được hành động; và vẫn tiếp tục tụt hậu giữa hành động và ảnh hưởng của nó.

Khẩu hiệu mà 'tiền quan trọng' đã trở thành mối liên kết với Friedman, nhưng Friedman cũng đã san bằng những lời chỉ trích khắc nghiệt của đối thủ ý thức hệ của mình. Đề cập đến sự khẳng định Thorstein Veblen rằng kinh tế bắt chước không thực tế con người như "máy tính nhanh của niềm vui và nỗi đau", Friedman đã viết:
Những lời chỉ trích của loại hình này chủ yếu là bên cạnh quan điểm cho là ngoại trừ khi nó bổ sung bằng chứng rằng có một giả thuyết bất đồng về một hoặc một số các khía cạnh từ lý thuyết bị chỉ trích dự đoán sản lượng khá hơn cho đủ loại hiện tượng.

### Lars Peter Hansen
Bài viết: Lars Peter Hansen
Lars Peter Hansen (sinh năm 1952) là một nhà kinh tế người Mỹ đoạt giải Nobel Kinh tế năm 2013 với Eugene Fama và Robert Shiller cho nghiên cứu của họ về định giá tài sản. Hansen bắt đầu giảng dạy tại Đại học Chicago vào năm 1981 và là Giáo sư khoa kinh tế học xuất sắc David Rockefeller tại Đại học Chicago. Mặc dù nổi tiếng với công việc của mình trên phương pháp tổng quát của Moments, ông cũng là một nhà kinh tế học vĩ mô xuất sắc, tập trung vào mối liên kết giữa các lĩnh vực tài chính và hàng hóa của nền kinh tế.

### Frank Knight
Bài viết: Frank Knight
Frank Knight (1885-1972) là một thành viên đầu tiên của khoa Đại học Chicago. Tác phẩm có ảnh hưởng nhất của ông là rủi ro, bất trắc và lợi nhuận (1921) mà từ đó thuật ngữ sự bất trắc Knight ra đời. Quan điểm Knight là vô thần, và khác nhau rõ rệt với các nhà tư tưởng trường phái Chicago sau này. Ông tin rằng trong khi thị trường tự do có thể là không hiệu quả, thì các chương trình của chính phủ thậm chí còn kém hiệu quả hơn. Ông đã nêu ra tư tưởng các trường phái kinh tế khác như kinh tế học thể chế để hình thành quan điểm sắc thái riêng của mình.

### Robert E. Lucas
Bài viết:Robert Lucas, Jr
Robert Lucas (sinh 1937), người đoạt giải Nobel năm 1995, đã dành cuộc đời mình để tháo gỡ chủ nghĩa Keynes. Đóng góp to lớn của ông là không nên xem tham số kinh tế vĩ mô như một lối nghĩ là phương thức riêng biệt đối với kinh tế vi mô, và phân tích rằng cả hai nên được xây dựng trên nền tảng giống nhau. Công trình Lucas bao gồm một số chủ đề của kinh tế vĩ mô, bao gồm tăng trưởng kinh tế, định giá tài sản, và Kinh tế tiền tệ.

### Richard Posner
bài viết: Richard Posner
Richard Posner (sinh năm 1939) được biết đến chủ yếu cho nghiên cứu của mình trong luật và kinh tế, mặc dù Robert Solow mô tả hiểu biết của Posner cho một vài ý tưởng kinh tế là "trong một số khía cạnh,... bấp bênh". Một thẩm phán phúc thẩm liên bang còn hơn là một nhà kinh tế học, tác phẩm chính của Posner, Luật phân tích kinh tế cố gắng áp dụng mô hình lựa chọn hợp lý cho các lĩnh vực luật pháp. Ông có chương về sai lầm cá nhân, hợp đồng, doanh nghiệp, luật lao động, mà còn luật hình sự, phân biệt đối xử và luật gia đình. Posner nói xa hơn đến mức rằng:
[trọng tâm] có lẽ thông thường nhất là lẽ công bằng - hiệu quả... [vì] trong một thế giới khan hiếm lãng phí tài nguyên nên được coi là vô đạo đức.

### George Stigler
Bài viết: George Stigler
George Stigler (1911-1991) đã được Frank Knight trợ giáo cho luận án của mình và đã giành giải Nobel Kinh tế năm 1982. Ông được biết đến với việc phát triển các lý thuyết điều tiết kinh tế, còn được gọi là lạm quyền điều tiết, trong đó nói rằng các nhóm lợi ích và người tham gia chính trị khác sẽ sử dụng quyền hạn pháp lý và cưỡng chế của chính phủ để hình thành pháp luật và các quy định một cách có lợi cho họ. Lý thuyết này là một thành phần quan trọng của lĩnh vực lựa chọn công về kinh tế. Ông cũng tiến hành nghiên cứu sâu rộng về lịch sử tư tưởng kinh tế. Bài viết của ông năm 1962 "Thông tin thị trường lao động"  đã phát triển lý thuyết thất nghiệp do tìm việc làm.

## Tham luận
Một số cho rằng các nhà kinh tế học Chicago được phối hợp với sự nhất trí Washington, mà John Williamson nói là "đáng thất vọng". Một nhóm đáng kể các nhà kinh tế và hoạch định chính sách cho rằng những gì đã xảy ra với sự nhất trí Washington như ban đầu Williamson đã nêu, buộc phải làm với những gì được tính đến ít hơn so với những gì đã thiếu.
Đa số các nhà kinh tế đồng ý rằng sự nhất trí Washington là không hoàn toàn, và các nước ở châu Mỹ Latinh và các nơi khác cần phải tiến xa hơn những cải cách kinh tế vĩ mô và thương mại thuộc "thế hệ đầu tiên" để tập trung mạnh hơn vào cải cách thúc đẩy năng suất, và các chương trình trực tiếp để hỗ trợ người nghèo.

## Phê phán
Paul Douglas, trở về giảng dạy kinh tế tại Đại học Chicago sau khi phục vụ quân đội trong Thế chiến II, và năm 1947 được bầu làm Chủ tịch Hiệp hội Kinh tế Mỹ, không thoải mái với môi trường, mà ông tìm thấy tại trường đại học. Ông phát biểu rằng, '... Tôi đã lúng túng khi thấy rằng những người bảo thủ kinh tế và chính trị đã có được sự thống trị gần như hoàn toàn trong khoa của tôi và dạy rằng quyết định thị trường luôn luôn đúng và lợi nhuận dùng đánh giá cho những người tối cao... Các quan điểm của các đồng nghiệp đã hạn chế chính phủ vào các chức năng thế kỷ XVIII của công lý, cảnh sát, và vũ khí, mà tôi nghĩ đã không đủ làm điều đó cho cả thời gian đó và chắc chắn chúng ta cũng vậy. Những người này sẽ không phải sử dụng số liệu thống kê để phát triển các lý thuyết kinh tế cũng không chấp nhận phân tích quan trọng của hệ thống kinh tế... (Frank) Knight bây giờ đã công khai thù địch, và các đệ tử của ông dường như ở khắp mọi nơi. Nếu tôi ở lại, nó sẽ là một môi trường không thân thiện '.
Phương pháp luận trường phái Chicago đã sinh ra kết luận mang tính lịch sử, đó là ủng hộ cho chính sách thị trường tự do và ít can thiệp của chính phủ (mặc dù trong một chế độ tiền tệ nghiêm ngặt theo quy định của chính phủ). Các chính sách này đã bị tấn công theo sau cuộc khủng hoảng tài chính 2007-2010. Trường phái này đã đổ lỗi cho sự tăng trưởng bất bình đẳng thu nhập ở Hoa Kỳ.
Nhà kinh tế học Brad DeLong của Đại học California, Berkeley cho biết trường phái Chicago đã trải qua một "sự suy sụp trí thức", trong khi người đoạt giải Nobel Paul Krugman của Đại học Princeton, nói rằng các bình luận gần đây của các nhà kinh tế học Chicago là "sản phẩm của kinh tế vĩ mô thời Thượng cổ mà kiến thức hạn hẹp đã bị lãng quên." Các nhà phê bình cũng đã tố cáo rằng niềm tin vào lý trí con người của trường phái này góp phần vào tạo bong bóng như cuộc khủng hoảng tài chính gần đây, và đó là niềm tin của trường phái này trong thị trường tự điều tiết đã không cho sự giúp đỡ nào cho nền kinh tế tiếp sau cuộc khủng hoảng.
Đáp lại, nhà kinh tế học Chicago như James Heckman đã thừa nhận rằng có những thái quá trong việc sử dụng lý thuyết trường phái Chicago bởi các chính trị gia và những nhà bình luận công, nhưng điều này chỉ đại diện cho một phần nhỏ sự đóng góp của trường phái kinh tế học Chicago. Đặc biệt, Heckman chỉ ra rằng những thất bại bị cáo buộc hoặc áp dụng sai giả thuyết thị trường hiệu quả là một lỗi lầm của sự đóng góp kinh tế học Chicago tới kinh tế tài chính, đó là khác biệt mang tính khái niệm về những đóng góp được tán dương rộng rãi trong kinh tế vi mô và kinh tế vĩ mô của nó.